# ولادیمیر میناشکین
ولادیمیر میناشکین (به انگلیسی: Vladimir Minashkin) (زادهٔ ۱۹۲۸) شناگر اهل روسیه است.